# 隔壁貓叫日記

「隔壁貓叫日記」書籍封面

隔壁貓叫日記是某位網路化名「失眠的文字工」，住宿在台灣某國立大學附近套房的上班族，在不堪隔壁大學生情侶做愛時女方發出的巨大聲音（作者以「貓叫」形容此聲響）擾人清夢的情形下，索性上Pchome個人新聞台發行電子報，將隔壁情侶每日發出的聲音以日記形式公諸網路的現象。發表之後，由於作者文字的詼諧與該話題的爭議性，除了網路上不計其數的轉載外，該新聞台也有超過兩百萬人次的點閱數，並於2006年3月1日集結成書，由大塊文化出版。

## 過程
自從2005年3月開始，該網站作者就開始了連載超過一年的「貓叫日記」。根據作者的形容，隔壁的情侶不但「照三餐做」，每次性行為都會「傳出陣陣奇怪的叫聲，以及規律的床板撞擊聲」，不分地點，不分時間頻繁的性行為也讓他「再無安寧之日」。作者在日記中形容他所聽到的聲響：「他們一回來，就碰碰碰地發出響聲，然後，就開始傳出喵喵的聲響，牆壁也傳出規律的咚咚聲，房東貼心的櫸木地板，也在撞擊之下，艱苦地發出哀鳴。」作者甚至在日記中質疑，以他所聽到的，如此頻繁的性愛次數，為何男主角隔天不會「雙腳發軟」。而原本只是作者抒發被隔壁鄰居騷擾之心情的網路日記，由於日記文字的詼諧與網友的轉告，該新聞台幾個月內就成為Pchome最受歡迎的新聞台。
不過作者的做法也受到部分網友「變態」的批評，更有人要作者「出去走走吧！不要整天窩在房間裡聽貓叫！」對此批判，作者自我辯解說「這不是我的錯，但是，聲音就真的傳過來了啊～我不是變態……嗯……至少沒有證據顯示我是，但是，如果隔壁照三餐吵你，那就應該不是我有問題了！」
作者住處隔壁的情侶，貓叫日記的主角，於2006年初開學後搬家，一系列的連載也暫時劃下休止符。

## 影響
由於網站大受歡迎，網路上四處轉貼之外，也有網友以更改作者名稱的方式複製該網站內容，讓作者不得不出來呼籲自己才是正牌的「貓叫日記」原創人。該新聞台作者在2006年1月3日接受了自由時報、東森電視等記者的匿名採訪，網站知名度更是暴增。2006年3月1日，大塊文化在「羊肉爐不是故意的」一書後，再度出版「隔壁貓叫日記」，成為該出版社在網路爆紅現象下出版的第二本書。

## 外部連結
- 隔壁貓叫日記（PCHome網站-新聞台） （页面存档备份，存于）
- 隔壁貓叫日記（部落格） （页面存档备份，存于）